# ليون هايوود
ليون هايوود (بالإنجليزية: Leon Haywood)‏ هو منتج أسطوانات وكاتب أغاني ومغني أمريكي، ولد في 11 فبراير 1942 في هيوستن في الولايات المتحدة، وتوفي في 5 أبريل 2016 في لوس أنجلوس في الولايات المتحدة.

## وصلات خارجية
- ليون هايوود على موقع ميوزك برينز (الإنجليزية)
- ليون هايوود على موقع أول ميوزيك (الإنجليزية)
- ليون هايوود على موقع ديسكوغز (الإنجليزية)